# Heroes Chronicles
Heroes Chronicles este o serie de jocuri de strategie pe ture dezvoltată de Jon Van Caneghem prin intermediul New World Computing și publicată de the 3DO Company. Fiecare parte conține o scurtă campanie pentru single player.

## Jocuri
Seria este formată din cinci episoade vândute la bucată, la care se adaugă două episoade disponibile pe internet pentru descărcare liberă. Primele două titluri, Warlords of the Wasteland și Conquest of the Underworld au fost disponibile pe 27 septembrie 2000. Următoarele două, Clash of the Dragons și Masters of the Elements au fost publicate imediat după primele două, mai exact pe 15 noiembrie 2000. Între timp 3DO a oferit The World Tree ca descărcare liberă de pe internet, care instala pe orice calculator ultimele două titluri. Similar, Fiery Moon va instala pe orice sistem ultimele trei episoade. În cele din urmă, The Sword of Frost și Revolt of the Beastmasters au fost publicate împreună sub denumirea The Final Chapters pe 1 iunie 2001.

## Povestea

#### Warlords of the Wasteland
Cu mult timp înainte de evenimentele din Heroes of Might and Magic III, pe continentul Antagarich, Tarnum află de la un bard muribund că barbarii au fost odată glorioși. Legendele despre un barbar numit Jarg îl inspiră pe Tarnum să elibereze poporul barbarilor de sub jugul regelui-vrăjitor din Bracaduun. Îl numește pe Hardac sfătuitor. Tarnum este considerat la început doar un rebel, dar odată cu creșterea influenței sale, regele începe să-l ia în serios. Un vrăjitor pe nume Kurl prinde pe ultimii patru barzi și amenință că-i omoară dacă Tarnum nu își dezarmează oștirea și nu se predă. Totuși Tarnum îl înfrânge pe Kurl la timp pentru a salva trei barzi. Dându-și seama forța trupelor sale nu este chiar așa de puternică, Tarnum îi înrobește pe vecinii săi, locuitorii mlaștinilor cu scopul de a-i folosi în armatele sale. Împreună cele două forțe cuceresc pământul care a fost al lor.
Nemulțumit, Tarnum conduce o armată spre est, în Wallpeaks (munții fortificați dintre Ținuturile Pierdute -engleză Wastelands și Bracaduun). Fiul lui Hardac, Tordac, este ucis aici în luptă. După ce trece de Wallpeaks, Tarnum merge spre nord pentru a căuta ajutor la tribul de barbari care odată era condus de Jarg. El descoperă aici cadavrul surorii sale cea mare. Surorile lui Tarnum au fost luate de vrăjitori cu mult timp în lume deoarece fiecare familie avea dreptul să aibă doar un copil. Barbarii din zonă îl consideră pe Tarnum că este crud și tiranic. Chiar și oamenii lui Tarnum încep să se îngrijoreze din cauza nebuniei și agresiunii sale. În cele din urmă, Tarnum își otrăvește ultimii oameni de încredere în timpul unei petreceri. Tarnum pune pe oamenii săi să distrugă ceea ce a mai rămas din imperiul din Bracaduun. La sfârșitul acestei campanii, Tarnum se întâlnește cu tată său care este îngrijorat de lucrurile pe care le aude despre fiul său. Tatăl său moare în pat, curând după aceea, înainte ca tânărul barbar să termine de cucerit Castelul Steelhorn, ultima fortificație a imperiului din Bracaduun.
După câțiva ani de la prăbușirea imperiului în fața barbarilor, un Cavaler pe nume Rion Inimă de Grifon -engleză Gryphonheart dă naștere unui nou regat cunoscut sub denumirea de Erathia. Rion Gryphonhart în cele din urmă se întâlnește cu Tarnum în luptă și îl ucide. Sufletul lui Tarnum ajunge pe lumea cealaltă în Sala de Judecată unde trei zei barbari cunoscuți sub denumirea de Străbunii îl consideră nedemn de a ajunge în paradis. În schimb, este aruncat înapoi la Antagarich ca Nemuritor, plin de remușcări.

#### Conquest of the Underworld

Coperta jocului video Conquest of the Underworld care face parte din seria Heroes Chronicles

În Conquest of the Underworld, la câțiva ani după moartea lui Rion Gryphonheart, sufletul său este furat din paradis și dus în adâncimile iadului. Străbunii trimit pe Tarnum s-o ajute pe regina Allison de Erathia în încercarea sa de a salva sufletul tatălui ei. În prima cameră a iadului, Tarnum caută Sfera Inhibiției (engleză Orb of Inhibition) astfel încât Luntrașul să-l ducă la nivelul următor. Allison dorește să-l însoțească pe Tarnum în luptă, dar Tarnum insistă ca ea să se g.
mai antreneze.
În a doua anticameră a iadului, Tarnum și oamenii săi sunt afectați de către  fantomele trecutului lor. Din aceste coșmaruri, Tarnum află că sora sa cea mai mare a fost aproape ucisă de armatele barbare, dar a fost salvată de Rion Gryphonheart și mai târziu i-a născut un copil. Tarnum își dă seama că acel copil este chiar Allison, dar îi ascunde identitatea față de oamenii săi. După ce înfruntă necromanții cu scopul de a pătrunde în al treilea nivel al iadului, Tarnum află numele demonului care a furat sufletul lui Rion. Numele acestuia este Jorm și trăiește în cel mai adânc strat al iadului.
Deezelisk, Duce al tălpii iadului, este un demon foarte puternic care a încercat să invadeze Erathia, dar a fost învins în luptă și orbit de către Rion Gryphonheart în momentul în care încerca să întemeieze un avanpost în lumea de la suprafață. Tarnum caută Pandantivul celei de-a doua Vederi -engleză Pendant of Second Sight pentru a vindeca orbirea lui Deezelisk în schimbul informațiilor despre locul în care se află Jorm. În acest timp, șeful contrainformațiilor din armata lui Tarnum, Mensor, descoperă adevărata identitate a lui Tarnum, dar decide să nu spună nimic până când Tarnum îi va spune adevărul lui Allison. În cele din urnmă Tarnum îl ucide pe Jorm, salvând astfel sufletul lui Rion Gryphonheart.
În timpul luptei contra lui Jorm, armata lui Deezelisk o răpește pe Allison. Demonii îl ucid pe Tarnum și pe toți oamenii săi, dar el fiind nemuritor, reușește să scape de pe câmpul de bătălie. Sufletul lui Rion îl iartă pe Tarnum și, după ce își adună armata împrăștiată, va da câteva lupte importante împotriva lui Deezelisk. Acesta este învins, astfel că Tarnum o salvează pe Allison. Tarnum este numit Protectorul lui Allison, dar părăsește pe neștiute castelul reginei. Allison nu-l va mai vedea niciodată pe Tarnum.

#### Masters of the Elements

Coperta Masters of the Elements

În Stăpânii Elementelor - engleză Masters of the Elements, armistițiul de zece mii de ani dintre stăpânii elementelor (ai aerului, pământului, apei și focului) a luat sfârșit. Străbunii îl trimit pe Tarnum să oprească această vrajbă care ar putea distruge lumea materială. Singura cale de a ajunge în câmpiile elementelor este de a controla ultimul oraș Conflux din Colony. Folosind forțele lui Gavin Magnus, Marele Vizir nemuritor din Bracada, Tarnum cucerește ultimul oraș Conflux și găsește poziția Porții către Nori. 
Odată sosit în Câmpia Aerului, Tarnum descoperă că Maestrul Aerului, Shalwend, a plecat deja din împărăția sa. Când Shalwend distruge Poarta către Nori înaintea lui Tarnum, Tarnum este nevoit să găsească o altă cale pentru a se întoarce acasă. El trebuie să devină maestru al tuturor cele patru elemente pentru a se putea întoarce pe Antagarich. El merge în Câmpia Apei unde află că lordul apei, Acwalander, și-a părăsit și el regatul.
În Câmpia Pământului, Tarnum rămâne șocat la auzul veștii cum că Reamus (un vrăjitor care călătorise pe acest tărâm cu 200 de ani în urmă) este încă în viață. Și mai ciudat, doar 16 ani au trecut în acest timp pe Câmpia Pământului. Cum Gralkor, Stăpânul Pământului, și-a părăsit și el domeniul, Tarnum și oamenii săi își dau seama că Stăpânii Elementelor folosesc diferențele de timp dintre lumea materială și câmpurile elementelor pentru a face un avanpost în lumea materială înainte ca Tarnum să se întoarcă.
Între timp în Câmpul Focului, Reamus și Barsolar (vărul regelui Magnus și sfătuitorul lui Tarnum) învață despre Câmpul Magic. Magia ține cele patru elementele împreună, așa că ei știu că magia le va aduce un avantaj contra Stăpânilor Elementelor. După ce primesc ajutor de la elementele magiei și se întorc în Câmpia Focului pentru a elibera păsările Phoenix subjugate de Pyrannaste, Stăpânul Focului, Tarnum își conduce armatele înapoi în lumea materială.  
Treisprezece ani au trecut în lumea materială de când Tarnum a plecat. Regele Magnus aduce o armata pentru a-l ajuta pe Tarnum. Magnus și Tarnum își povestesc fiecare prin ce au trecut între timp. Tarnum află că unul din Behemoții săi l-au omorât pe Magnus cu secole în urmă în bătălia pentru Castelul Steelhorn; și cumva Magnus a fost trezit pentru a deveni Nemuritor și mai târziu rege în Bracada. Totuși, Tarnum îl vede pe Magnus ca fiind arogant și fățarnic, refuzând să se întovărășească cu omul. După ce Stăpânii Elementelor sunt învinși, Tarnum își trimite trupele sale formate din elemente ale naturii înapoi în planurile lor existențiale. Cu răceală îl informează pe Gavin Magnus că elementaliștii niciodată nu se vor mai întoarce în Antagarich (chiar dacă vor face asta mai târziu în Armageddon's Blade). Apoi întreabă Elementele Magiei cum să distrugă toate orașele Conflux și toate cronicile despre planurile/câmpiile elementale înainte de a se întoarce la viața sa de barbar. Barbarian.

#### Clash of the Dragons

Coperta Clash of the Dragons

In Clash of the Dragons, the good dragons leave AvLee. Having lived with these green and gold dragons for twenty years, Tarnum sets out on a quest to find them. He leaves Adrienne, the fire witch, to look after the orphan boy Waerjak while he is gone. Tarnum appoints the dwarf Kurbon as his master of supplies, and the elves appoint the druid Aspen as Tarnum's advisor. Tarnum and Aspen frequently play chess together, but Tarnum's aggressive tactics cause him to lose each time.
Tarnum speaks to the Dragontalker about the disappearance of the good dragons. The Dragontalker tells Tarnum about Mutare, an overlord who used the Vial of Dragon's Blood to turn herself into the Dragon Queen of Nighon, thus enslaving all dragons, good and evil, to her will. Tarnum steals this vial and uses it on the ten kidnapped Gold Dragon Mothers in order to restore the good dragons to their normal selves. While he does so, he rescues the ranger Valita from a demonic prison. Aspen, once a great spy, suspects Captain Valita of spying for Nighon, but Tarnum refuses to believe this.
Tarnum continues to battle against Mutare, even after she gains power over the mighty Rust, Crystal and Azure Dragons. To gain an advantage over Mutare, Tarnum seeks the aid of the Faerie Dragons. Aspen captures the harpie messenger who carries the spy reports to and from Nighon. The harpy claims that the notes are stuck to a tree with an arrow of green and black fletchings (the colors of Valita's arrows). Tarnum realizes that Kurbon is the spy because he knows all the troop movements and supplies the arrows for Valita whom he trained while in the Forest Guard. Kurbon shoots Aspen (who dies a few weeks later) before fleeing into Nighon.
Tarnum's lightning assault pushes Mutare back into Nighon territory, but now she focuses all of her forces against him. Valita is captured by the traitor, Kurbon. Tarnum eventually frees her by reminding Kurbon of who he really is, which leads to dwarf's second betrayal, this time of Mutare. Kurbon sacrifices his troops and his own life to liberate Valita. After Tarnum's victory on the border, Mutare is forced to retreat further into Nighon to plot Tarnum's death. Tarnum progresses further into Nighon and battles Mutare herself, crushing her armies and forcing her to flee. While weakened Mutare plans her revenge in Nighon, she is killed by unknown person in a coup for power, just like she herself once came to rule the Dungeons. Tarnum is called away again by the Ancestors, but he will always remember the time he spent in AvLee as the happiest time of his life.

#### The World Tree
In The World Tree, Tarnum hears a voice in his dreams telling him to "Save the World Tree!" He travels hundreds of miles northeast to an ancient cave and joins the remnants of a barbarian tribe apparently meant to protect it. Recently, necromancers have invaded the cavern, so Tarnum assumes that the Ancestors send him here to stop the necromancers from destroying the World Tree. He learns from five shaman in the area that the World Tree brings life to all things. However, he still doesn't know where or what it is. Deeper in the caverns, Tarnum finds a barbarian tribe which is working with the necromancers. They claim to follow Vorr, one of the three Ancestors who has turned into a barbarian war god.
Tarnum enters a lush cavern, believing that the World Tree must be nearby. Tarnum thinks that if he can convince the barbarians not to follow Vorr, Vorr will weaken. The mortal leader of the barbarian Followers of Vorr, King Targor, models his rule after Tarnum the Barbarian Tyrant, so Tarnum sends Grumba, an ogre who is his second-in-command, to search for the Pendant of Total Recall. This will allow Targor to see the experiences Tarnum has been forced to undergo over all the centuries following his tyrannical rule, and will hopefully end Targor's madness.
An elven druid named Nilidon who comes to aid Tarnum tells him that the tunnel system Tarnum has been in is in fact the World Tree, also known as the Roots of Life. Tarnum finds the Pendant of Total Recall, letting Targor see the error in his ways. Targor turns his army against Vorr and dies fighting him. Vorr gives up on destroying the World Tree, and the remaining barbarians kill the remaining necromancers. Tarnum learns that the World Tree will recover in time as he makes his way out of the Roots of Life to search for Vorr.

#### The Fiery Moon
In The Fiery Moon, a direct sequel to The World Tree, Tarnum continues his search for Vorr and the other two Ancestors. He is drawn further northeast across an inhospitable desert and into a tall, nameless mountain range. Along the way, he encounters an injured familiar named Skizzik who has fled from Vorr's armies. Skizzik tells Tarnum that the Ancestors are imprisoned on the Fiery Moon, which can only be reached through the Sparkling Bridge. The Sparkling Bridge is an ancient portal capable of instigating travel to any world in the universe. It has been guarded by the elementals since the dawn of time and requires the Ring of the Wayfarer to be operated.
Tarnum travels to the Fiery Moon and frees the two remaining sane Ancestors from Xyron, the Jailer. The Ancestors give Tarnum sap from the World Tree which will help him cure their brother, Vorr. However, Tarnum's loses his battle against Vorr's army. Grumba also dies in the battle, but Skizzik survives. After rebuilding his forces, Tarnum is intent on killing Vorr this time, but the other Ancestors convince him to use the sap because if Tarnum kills Vorr, he and the other Ancestors will die and enter Oblivion as well. Tarnum reaches Vorr and gives him the sap which cures his madness. For the first time, Tarnum feels he really can change his cruel barbarian ways.

#### Revolt of the Beastmasters
In Revolt of the Beastmasters, the Ancestors send Tarnum to free the Mudlanders from Erathian control. Even after hundreds of years of slavery, the Mudlanders are determined to overthrow their masters. Tarnum appoints the Gnoll, Brellick, as a captain and the Witch, Adamina, as his advisor. He also trains Droglo, a human boy who was raised by Mudlanders. The Mudlanders defeat opposition from Lord Onsten and Baron Paglon before Mad King Gryphonheart of Erathia takes the rebellion seriously.
Mad King Gryphonheart sends his son Niven to put down the rebellion in Earl Rambert's territory, though he secretly thinks his son will fail. Tarnum captures Prince Niven and shows him what slavery has done to the Mudlanders. Niven eventually sides with Tarnum, and he is released from his prison. The Mudlanders force Rambert to retreat to another castle and leave many of his prisoners behind. When Rambert threatens to kill the remaining prisoners, including Adamina, if Tarnum does not return Niven, Tarnum sends Brellick, Droglo, and Niven to make the exchange after harming Niven so that he looks like a true prisoner. However, Rambert ambushes their army and kills Brellick. Droglo then kills Rambert, and the Mudlanders soon win the battle. To prepare for the final battles against Mad King Gryphonheart, Tarnum sends Droglo to request the aid of the Barbarians of Krewlod (the Wastelands).
Adamina and the other wisewomen name the new Mudlander nation "Tatalia," a word which means "community" in the forgotten Mudlander language now only known to witches. In Erathia, the nobles displeased with Mad King Gryphonheart name Niven as their new king. King Niven mounts an army to join the army of Tatalia in the fight against the old king's remaining supporters. Droglo finally discovers Tarnum's identity as the Immortal Hero, but accepts that he has changed. Tarnum and Mad King Gryphonheart meet in battle and deal each other seemingly mortal blows. However, Tarnum is immortal, and he slips away before his body can be buried. Droglo becomes the new leader of Tatalia.

#### The Sword of Frost
In The Sword of Frost, a direct sequel to Clash of the Dragons, Gelu, wielder of Armageddon's Blade, sets out to destroy the Sword of Frost. Tarnum, having heard of an ancient prophecy that the meeting of the two swords will bring about the end of the world, struggles to stop Gelu. With the recent chaos after the death of Queen Mutare of Nighon, Tarnum is able to take control over the Dungeon creatures of Nighon who are the only ones who wish to fight Gelu, becoming an Overlord. However, ruling these brutal creatures brings out the darkness in Tarnum.
The Sword of Frost is located in the northern lands of the Vori elves. Gelu is half-Vori, so the elves fight against Tarnum. In addition, Tarnum's own troops are prone to internal conflicts. After being shot with a poisoned arrow by a medusa, Tarnum appoints his saviours,the beholders, Neez, Zarm, and Kilkik as his bodyguards and advisors. They take revenge against the medusas, but Zarm dies in the process.
Kija, the third wife of King Kilgor, also chases Gelu for the Sword of Frost. She plans to steal it from him and give it to her husband so that her son will be named heir to Krewlod. Tarnum cannot convince Kija or Gelu to give up their search, so he decides to gain an edge by adding the Azure Dragons to his army.
Gelu understood that the Sword of Frost could only be destroyed by Armageddon's Blade. However, he didn't know that this could only be done under very delicate circumstances. Tarnum knew that if Gelu were to try and destroy it using only brute force, the cataclysm would occur.
In order to learn more about the Sword of Frost, Tarnum captures Gelu's friend and captain, the dwarf Ufretin. While he does so, he replaces his remaining beholder bodyguard Kilkik with the minotaur Trongar and the medusa Zallisa. Tarnum convinces Ufretin to understand him before allowing the dwarf to return to Gelu. Ufretin buys Tarnum enough time to capture Kija and annihilate her army. However, Gelu soon continues his march toward the city of Volee (where the sword is held).
When Tarnum finally beats Gelu to Volee, he discovers that the Sword of Frost has already been taken by Kija, who had escaped from her dungeon prison a few weeks earlier. In the chronicle's ending scene, Tarnum prays to the Ancestors, "Please don't let my compassion destroy the world!" As Heroes IV begins, it is revealed that shortly after the events of The Sword of Frost, Gelu fights Kilgor who now wields the Sword of Frost. Kilgor was about to wage war on all of Antagarich, but he was stopped by Gelu and the Forest Guard. When the two blades meet in battle, they cause an explosion that destroys the world of Enroth. Many of the planet's residents, however, escape through thousands of mysterious portals leading to a new world, Axeoth. This event becomes known as the Reckoning, which leads into Heroes of Might and Magic IV.

#### Continuarea poveștii în Heroes IV
Tarnum's story was continued (and most likely concluded) in the Might campaign of Heroes IV wherein he continues watching over his foster son, Waerjak, who aspires to unite his scattered people and become the new Barbarian King.  The campaign makes reference to some of Tarnum's past adventures, and Tarnum is actually slain by a rogue warlord named Vogel BackBreaker.  He does not return to Axeoth immediately, as he enters Paradise to be judged by the Ancestors for the second and final time.
In the midst of his mentor and foster father's apparent death, Waerjak continues to unite the tribes into one community, following Tarnum's advice.  Eventually, he reaches Vogel's lair and slays the warlord in revenge.  Waerjak then realises that Vogel's death will not bring Tarnum back - until Tarnum emerges from the depths of the cavern.  He finally reveals his immortality and the nature of his return to the stunned Waerjak, proceeding to tell his foster son the 'Chronicles' of his long life.  It turns out that the Ancestors had decided to allow him to enter Paradise at last, but Tarnum refused their offer, preferring to remain as a protector of the mortals he had lived among for so long.  With the fall of 3DO and Ubisoft's scrapping of the history of the old games, it appears that this is at last the conclusion of the Heroes Chronicles.